# الحرب المقدونية الرابعة

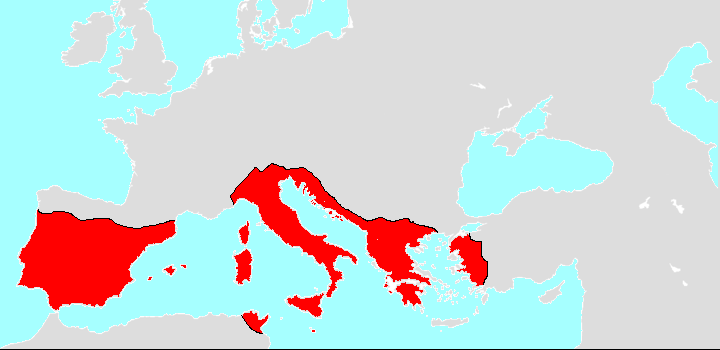

الحرب المقدونية الرابعة (150 قبل الميلاد – 140 قبل الميلاد) هي حرب اندلعت بين الجمهورية الرومانية وانتفاضةٍ مقدونية قادها المقدوني أندريسكوس الذي طالب بعرش مقدونيا. زعم أندريسكوس أنه ينحدر من السلالة المقدونية الحاكمة سابقًا، وهي الأسرة الأنتيغونية التي تخلص منها الرومان عقب الحرب المقدونية الثالثة عام 168 قبل الميلاد، فسعى أندريسكوس لإعادة تأسيس المملكة المقدونية القديمة. أثناء مسعاه ذاك، زعزع أندريسكوس استقرار مقدونيا ومعظم العالم المقدوني. بعدما حقق نجاحات في البداية، هُزم في نهاية المطاف على يد الرومان في معركة بيدنا الثانية عام 148 قبل الميلاد، ما أدى إلى انهيار الانتفاضة. بعد عامين، أصبحت مقدونيا مقاطعة رومانية.

## خلفية
عقب هزيمة الأسرة الأنتيغونية خلال الحرب المقدونية الثالثة، قسمت روما مقدونيا إلى 4 جمهوريات عميلة تابعة لها، محتفظة بقوانين التجارة والالتزامات المالية تجاه روما، والتي تشمل تسليم الرومان السيطرة على مناجم مقدونيا الغنية بالذهب والفضة، ومنع المقدونيين من شغل تلك المناجم، ونقل النخب الحاكمة سابقًا إلى روما وعدم السماح للمقدونيين بتشكيل هيئة حكم مركزية. لكن الرومان تركوا المنطقة بدون حاميات عسكرية، وفوضوا الحلفاء المحليين لروما بأمور الدفاع.

### مطالب أندريسكوس بالعرش
استمرت حالة العلاقات تلك حتى عام 150 قبل الميلاد، عندها ادعى أندريسكوس، وهو منظف ملابس من أيولس، أنه ابن آخر ملوك الأسرة الأنتيغونية، وهو الملك بيرسيوس المقدوني. ارتحل أندريسكوس إلى سوريا ليطلب العون من ملك السلوقيين، ديميتريوس الأول، لكن الملك قرر التعاون مع الرومان واعتقل أندريسكوس، ثم سلمه إلى الرومان الذين احتجزوه وعاملوه بـ «ازدراء»، وفق المؤرخ كاسيوس ديو، بسبب طبعه البسيط وادعائه المزيف بشكل واضح.
جراء تلك الأسباب، أُطلق سراحه بعد فترة قصيرة، فعاد إلى أوروبا ليطلب العون من التراقيين. وهناك، استطاع أخيرًا تأمين حلفاء له، ونظّم تحالفًا من التراقيين والعناصر المعادية لروما. استطاع أندريسكوس تشكيل جيش من هؤلاء كي يطالب بالعرش المقدوني.

## مسار الحرب
غزا أندريسكوس، بالجيش الذي شكّله، مقدونيا واستطاع احتلالها بنجاح، ثم أطلق حملة لغزو ثيساليا، فاستطاع اجتياح أقسامٍ كبيرة من تلك المنطقة أيضًا.

يبدو أن الرومان فوجئوا بتلك الأحداث، فيشير بوليبيوس إلى تتويج أندريسكوس وانتصاراته بالتالي:
«بخصوص فيليب الدجال، ظهر التقرير بداية بدون أن يأخذ الاعتبار الكافي. يظهر فيليب فجأة في مقدونيا، وكأنه هبط من السماء، في ازدراء للمقدونيين والرومان معًا، وبدون أن يملك ذريعة منطقية لادعائه، فالجميع يعلم أن فيليب الحقيقي توفي في ألبا ضمن إيطاليا قبل سنتين، بعد عامين على وفاة بيرسيوس نفسه. لكن بعد مرور 3 أو 4 أشهر، وصل تقريرٌ يتحدث عن احتلاله مقدونيا في معركة ضمن أراضي قبيلة دومانتيس وراء نهر سترايمون (ستروما)، صدقه البعض، لكن أغلب الناس شككوا في مصداقيته. أما حاليًا، عندما وصلت أنباء انتصاره على المقدونيين في إحدى المعارك على أحد جانبي نهر سترايمون، وأنه زعيم جميع المقدونيين، وعندما وصلت الرسائل، والمبعوثون أيضًا، من ثيساليا ومن الآخيين لاستجداء العون، باعتبار أن الخطر الآن يهدد ثيساليا، بدا أن ذلك حدثٌ مذهلٌ وعصي على التفسير، فلا شيء يكسب تلك الأحداث طابع الاحتمال، ولا يوجد ما يوفر لها تفسيرًا منطقيًا»

–بوليبيوس، السجلات، الكتاب 37.
كي يتمكن الرومان فهم الأحداث بشكل واضح، أرسلوا شيبيو نازيكا كوركولوم في البداية ضمن مهمة لتقصي الحقائق، وليحاول تسوية الامور بدون اللجوء إلى القوة العسكرية. عندما تبيّن للرومان خطر أندريسكوس، عينوا بريتورًا (قاضٍ)، هو بوبيلوس يوفينسيوس تالنا، لقيادة فيلقٍ وإعادة احتلال مقدونيا بالقوة العسكرية. هاجم أندريسكوس البيرتور وهزمه قرب حدود مقدونيا، فقتله في المعركة وكاد أن يهلك الجيش الروماني. ثم أعلن أندريسكوس نفسه الملك فيليب السادس ملك مقدونيا، وأعاد تأسيس الملكية المقدونية.